# ビクトリア・パディアル
ビクトリア・パディアル・エルナンデス（スペイン語: Victoria Padial Hernández、1988年8月10日 - ）は、スペイン・アンダルシア州グラナダ県グラナダ出身のスキー選手（バイアスロン）。2010年バンクーバーオリンピックと2014年ソチオリンピックに出場した。

## 経歴
2010年にはカナダのバンクーバーで開催された2010年バンクーバーオリンピックに出場し、個人で86位、スプリントで87位となった。
2013年2月にチェコのノヴェー・ムニェスト・ナ・モラヴィエで開催された2013年バイアスロン世界選手権では、スプリントで45位となった。同月にロシアのソチで開催されたバイアスロン・ワールドカップでは、個人で40位となった。
2014年2月1日に開催されたバイアスロン・ヨーロッパ選手権ではスプリントで2位となり、この大会でメダルを獲得した初のスペイン人選手となった。2月2日にはパシュートでも2位となっている。2014年2月にはロシアのソチで開催された2014年ソチオリンピックに参加し、パシュートで46位、スプリントで52位、個人で54位となった。2014年3月にスロベニアのPokljukaで開催されたワールドカップでは、スプリントで20位となった。

## 成績

### 冬季オリンピック
| シーズン | 日付         | 場所          | 種目       | 順位 |
| -------- | ------------ | ------------- | ---------- | ---- |
| 2010     | バンクーバー | 2010年2月13日 | スプリント | 87位 |
| 2010     | バンクーバー | 2010年2月18日 | 個人       | 86位 |
| 2014     | ソチ         | 2014年2月9日  | スプリント | 52位 |
| 2014     | ソチ         | 2014年2月11日 | パシュート | 46位 |
| 2014     | ソチ         | 2014年2月14日 | 個人       | 54位 |